# Tarvisio
Tarvisio (németül és Friuli nyelven Tarvis, szlovénül: Trbiž) egy város Udine megyében, az autonóm Friuli-Venezia Giulia régió északkeleti részén, a történelmi Friuli tartományban, Észak-Olaszországban. A Déli-Mészkőalpok Kanal-völgyében (Kanaltal / Val Canale) helyezkedik el, az osztrák és szlovén államhatár mellett. Az olasz, osztrák és szlovén kultúra érintkezőpontját képezi Európában.

## Történelme

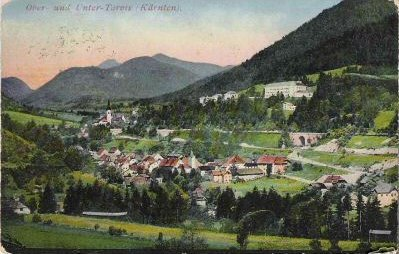
Tarvisio 1915-ben

Tarvis (Tarvisio) a római korban jelentős megállóhelyet jelentett az Alpokon keresztül járó kereskedőknek. 
1007-ben II. Henrik német-római császár létrehozta a bambergi egyházmegyét, mely a szekularizációig világi egyházfejedelemségként működött, Bambergi Hercegpüspökség (Hochstift Bamberg) néven. 1759-ig több külső birtoka is volt, Karintiában és a Júliai-Alpokban. A Tarvisiót környező birtok a karintiai Kanal-völgytől Pontebbáig terjedt. A régió jelentőségét bányái és kohói adták. Tarvisio a megye déli kívülálló-területe maradt egészen 1758-ig, amikor Bamberg püspökfejedelme eladta a várost a Habsburg-házi Mária Teréziának, Ausztria uralkodó főhercegnőjének. 1918-ig a Karintiai Grófsághoz tartozott. Városi jogot 1909-ben szerzett.